# Gångsjön
Gångsjön är en sjö i Hudiksvalls kommun i Hälsingland och ingår i Nianån-Norralaåns kustområde. Sjön har en area på 0,407 kvadratkilometer och ligger 27,1 meter över havet. Sjön avvattnas av vattendraget Långvindsån.

## Delavrinningsområde
Gångsjön ingår i det delavrinningsområde (682035-156358) som SMHI kallar för Utloppet av Gångsjön. Medelhöjden är 43 meter över havet och ytan är 3,68 kvadratkilometer. Räknas de 8 avrinningsområdena uppströms in blir den ackumulerade arean 60,84 kvadratkilometer. Avrinningsområdets utflöde Långvindsån mynnar i havet. Avrinningsområdet består mestadels av skog (87 procent). Avrinningsområdet har 0,41 kvadratkilometer vattenytor vilket ger det en sjöprocent på 11,1 procent.